# Malinao (Aklan)
Malinao è una municipalità di quarta classe delle Filippine, situata nella Provincia di Aklan, nella Regione del Visayas Occidentale.
Malinao è formata da 23 baranggay:
- Banaybanay
- Biga-a
- Bulabud
- Cabayugan
- Capataga
- Cogon
- Dangcalan
- Kinalangay Nuevo
- Kinalangay Viejo
- Lilo-an
- Malandayon
- Manhanip

- Navitas
- Osman
- Poblacion
- Rosario
- San Dimas
- San Ramon
- San Roque
- Sipac
- Sugnod
- Tambuan
- Tigpalas